# Beethoven-Preis

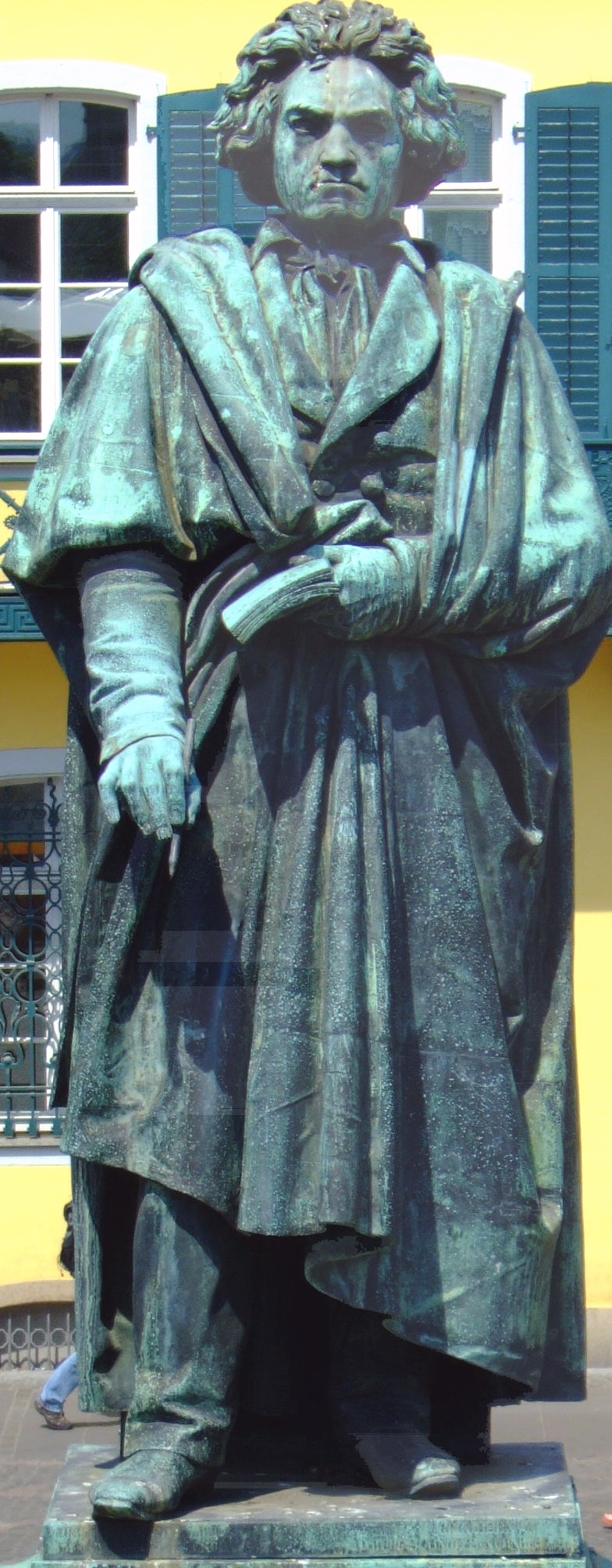
Beethoven-Denkmal in Bonn

Der Beethoven-Preis oder Beethovenpreis ist ein nach dem Komponisten Ludwig van Beethoven benannter Preis, der seit dem 19. Jahrhundert von verschiedenen Institutionen vergeben wurde. Meistens handelte es sich dabei um einen Kompositionswettbewerb.

## Beethovenpreis in Wien
Ausgehend von einer Spende von 5000 Gulden, die ein Komitee in Wien, welches 1870 das Beethovenfest veranstaltet hatte, der Direktion der Gesellschaft der Musikfreunde in Wien übergeben hatte, wurde der Wiener „Beethoven-Compositionspreis“ 1875 als Stipendium der „Beethoven-Stipendiumsstiftung“ gestiftet.
Laut den Bestimmungen sollte der mit 500 Gulden dotierte Preis alle zwei Jahre zur Verleihung gelangen und jeweils am 16. Dezember, dem Geburtstag von Ludwig van Beethoven, ausgehändigt werden. Die Bewerber, die nur ein einziges Werk aus einem der Bereiche Oper, Oratorium oder Kantate, Symphonie, Konzert und Sonate einreichen durften, konnten zunächst nur Absolventen des Konservatoriums der Gesellschaft der Musikfreunde sein und durften dieses nicht länger als vor sechs Jahren verlassen haben.
Der am 1. September 1876 zum ersten Male ausgeschriebenen Preis wurde jedoch nicht vergeben und der Titel der Stiftung in „Beethoven-Compositionspreis-Stiftung“ umgeändert sowie die Frist, innerhalb welcher sich ein Absolvent des Konservatoriums bewerben durfte, von sechs auf zehn Jahre verlängert.
Auch 1878 wurde unter den Bewerbern, unter denen sich Gustav Mahler mit einer Ouvertüre zu den „Argonauten“ befand, wiederum kein Preis vergeben.
Am 18. Dezember 1879 wurde der Preis zum ersten Mal verliehen – Preisträger war Hugo Reinhold.
Nach einer weiteren Statutenänderung vom 16. Dezember 1880, mit der alle Absolventen des Konservatoriums unabhängig von dessen Verlassen zum Wettbewerb zugelassen wurden, kam es im Jahr 1881/82 zum zweiten Mal zur Verleihung des Preises; ihn erhielt Robert Fuchs für sein Klavierkonzert b-Moll. In der Jury befanden sich Johannes Brahms, Karl Goldmark, Johann Nepomuk Fuchs, Joseph Hellmesberger und Franz Krenn. Sie befand in zweiter Linie Viktor von Herzfeld und Hans Fink als preiswürdig – Gustav Mahler war mit seinem „Klagenden Lied“ für Soli, Chor und Orchester wieder vergeblich unter den Bewerbern.
Eine weitere Statutenänderung 1888 hob die Beschränkung auf das Konservatorium der Gesellschaft der Musikfreunde auf, so dass alle österreichischen Tonsetzer teilnehmen konnten. 1889/90 wurde daraufhin der Preis zwischen Julius Zellner und Ludwig Thuille geteilt.
Um eine weitere Steigerung der Teilnehmerzahlen zu erreichen, wurden ab 1891 mit einer neuerlichen Statutenänderung internationale Bewerbungen zugelassen.
1896 wurde der Beethoven-Compositionspreis über Empfehlung von Johannes Brahms mit völlig neuen Statuten in einen „Compositionspreis der Gesellschaft der Musikfreunde“ Wien umgewandelt und hatte nichts mehr mit dem ursprünglichen Beethovenpreis zu tun. Erster Preisträger war 1897 Alexander von Zemlinsky, 1942 wurde er Richard Strauss, 1943 Hans Pfitzner zuerkannt.

## Beethovenpreise in Berlin

### Preis der Preußischen Akademie der Künste
Anlässlich des 100. Todestages Ludwig van Beethovens schuf der Preußische Staat am 13. Dezember 1926 durch Unterschrift des damaligen Ministers für Wissenschaft, Kunst und Volksbildung Carl Heinrich Becker einen mit 10.000 Reichsmark dotierten Beethovenpreis, der von der Preußischen Akademie der Künste jährlich an „hervorragend begabte, strebsame jüngere oder anerkannte ältere Tonsetzer, die die deutsche Reichsangehörigkeit besitzen“ verliehen wurde. Laut den Bestimmungen bestand das für jeweils drei Jahre berufene, elfköpfige Kuratorium aus
- vier Mitgliedern des Senats und zwei Mitgliedern der Genossenschaft der Akademie der Künste, Sektion für Musik,
- dem Direktor der Hochschule für Musik in Charlottenburg,
- einem Direktor der Hochschule für Musik in Köln,
- dem Vorsitzenden der Genossenschaft deutscher Tonsetzer,
- dem jeweiligen Ordinarius für Musikwissenschaft an der Berliner Universität und
- einem freien Komponisten der jüngeren Generation.

Es arbeitete ehrenamtlich und hatte jeweils bis zum 1. Januar jeden Jahres schriftliche Vorschläge für die Verleihung bei der Akademie der Künste einzureichen. Die Beratungen fanden dann im Januar oder spätestens Anfang Februar in der Akademie der Künste statt.
Für die Vergabe galten folgende Richtlinien:
- Der Betrag soll möglichst ungeteilt vergeben werden.
- Ist bei zwei Komponisten Begabung und Leistung gleich hoch gewertet worden, erhält der Bedürftigere den Preis.
- Bei älteren Komponisten soll das Lebenswerk, bei jüngeren Komponisten die einzelne Leistung im Vordergrund stehen.
- Der Preis darf in der Regel nur einmal an einen Komponisten vergeben werden. (Ausnahme: einstimmiger Beschluss des Kuratoriums)
- Der Preis darf nicht an ein Mitglied des Kuratoriums vergeben werden. (Ausnahme: einstimmiger Beschluss des Kuratoriums unter Ausschluss des Kandidaten)
- Es ist eine Zwei-Drittel-Mehrheit in geheimer Abstimmung zur Preisvergabe nötig.

Der verliehene Preis gelangte dann am Todestag Beethovens, dem 28. März jeden Jahres zur Verleihung.
Ihn erhielten:
- 1927: Kurt Thomas und Gerhard von Keußler
- 1928: Arnold Mendelssohn und Heinrich Kaminski
- 1929: Paul Juon und Joseph Haas
- 1930: Emil Nikolaus von Reznicek und Julius Weismann
- 1931: Hans Pfitzner
- 1932: Max von Schillings
- 1933: Georg Schumann
- 1934: Paul Graener
- 1935: Max Trapp
- 1936: Siegmund von Hausegger
- 1937: Joseph Reiter
- 1938: Felix Woyrsch
- 1939: Franz Schmidt[1]

### Preis der Stadtverwaltung
Im Jahre 1927 schrieb die Berliner Stadtverwaltung anlässlich des 100. Todestages von Beethoven außerdem einen Beethovenpreis für ausübende Musiker (Orchestermitglieder) aus.

## Beethovenpreise in Bonn

### Kompositionswettbewerb
Ein von der Stadt Bonn bis einschließlich 1992 vergebener Kompositionspreis der 1959 vom Rat der Stadt beschlossen und 1961 erstmals verliehen wurde.
Preisträger:
- 1961 Heimo Erbse[4] für Pavimento; Musik für großes Orchester
- 1963 Milko Kelemen für Komposition Transfiguration für Klavier und Orchester;
- 1965 – kein Preis wegen mangelnder Qualität der eingereichten Stücke
- 1967 György Ligeti[5] für Requiem
- 1970 Klaus Huber[6] für Tenebrae; eine Passionsmusik für Orchester

Im Jahr 1973 stellte der Rat der Stadt Bonn den Beethovenpreis auf eine neue Grundlage. Zum Beethoven-Hauptpreis wurde fortan ein dreiteiliger Förderpreis zur Unterstützung junger Talente ausgeschrieben. Der damalige GMD Volker Wangenheim wollte zur Preisfindung Sinfonik und Pop-Musik verknüpfen.
- 1974 Bruno Maderna für Aura; für großes Orchester (er war ein Jahr zuvor verstorben)
3. Förderpreis: zu gleichen Teilen an Peter Michael Hamel für Dharana; Orchesterwerk und Chris Hinze für Live Music Now; der 1. und 2. Förderpreis wurde nicht vergeben.

Wegen knapper Finanzen wurden 1977 die Preise nicht von der Stadt Bonn vergeben, die Auszeichnungen konnten dank eines anonymen Bonner Spenders trotzdem erfolgen. Die Förderpreise wurden für das Beethovenfest als Stadtmusik ausgelobt:

- 1977 Iannis Xenakis für Erikhthon; für Orchester (aufgeführt erst 1978)
1. Förderpreis Pauline Oliveros[7] für Bonn Fire, 3. Förderpreis Pierre Mariétan für Opus Wassermusik, Luftklang, Straßenmusik; der 2. Förderpreis wurde nicht vergeben.

Nach einigen Umdispositionen wurden die Preise nun zur Förderung junger Komponisten ausgeschrieben für Orchesterwerke in herkömmlicher sinfonischer Besetzung:
- 1980 1. Wolfgang Rihm[8] für Jacob Lenz (nach Georg Büchner), Kammeroper; 2. Aleksander Lasoń für Symphonie concertante für Klavier und Orchester; 3. Reinhard Febel für Charivari für großes Ensemble
- 1983 1. Manuel Hidalgo für Hacia; 2. Joachim für Quartettomanie; 3. Manfred Stahnke[9] für 3. Streichquartett Penthesilea
- 1986 1. Jörg Birkenkötter für sechs Stücke für Kammerensemble; 2. Michael Jarrell für Trei II für Gesang und fünf Instrumente;[10] 3. Konstantinos Warotsis für Schillern für 15 Instrumentalisten
- 1989 1. Bernhard Jestl[11] für seine Oper Der König stirbt – Szenen für Sänger, Sprecher und Instrumentalisten (nach Eugene Ionesco) und 2. Hermann Spree für Aufregungszustand am Nachmittag, Kammeroper (nach Franz Kafkas Tagebüchern)
- 1992 Paul Roberts für Align II für Saxophon-Trio und Klavier

Wegen Querelen zwischen Kulturausschuss, Rat der Stadt und Verwaltung kam es 1995 zu keinem Beethovenfest der Stadt Bonn mehr, was gleichzeitig das Ende dieses Beethovenpreises bedeutete.

### Klavierwettbewerb
Seit 2005 existiert in Bonn die alle zwei Jahre ausgetragene Beethoven Competition, deren mit 30.000 Euro dotierter 1. Preis auch als Beethovenpreis bezeichnet wird. Preisträger sind
- 2005 Henri Sigfridsson (Finnland)
- 2007 Ian Yungwook Yoo (Südkorea)
- 2009 Hinrich Alpers (Deutschland)

## Internationaler Beethovenpreis
Im Jahr 2015 wurde von der Beethoven Academy ein Internationaler Beethovenpreis für Menschenrechte, Frieden, Freiheit, Armutsbekämpfung und Inklusion ins Leben gerufen. Bisherige Preisträger sind:
- 2015 Aeham Ahmad (syrisch-palästinensischer Pianist)[14]
- 2016 Fazıl Say (türkischer Pianist und Bürgerrechtler)
- 2017 Wolfgang Niedecken (deutscher Musiker, Maler und Autor)
- 2018 Gabriela Montero (venezolanische Pianistin und Komponistin)
- 2019 Igor Levit (russisch-deutscher Pianist)
- 2020 Patti Smith (US-amerikanische Rockmusikerin und Rockpoetin)
- 2021 Maria João Pires (portugiesische Pianistin)
- 2024 Daniel Barenboim (argentinisch-israelischer Pianist und Dirigent)